# Гумма (медицина)
Гумма (лат. gummi — «камедь»; своё название элемент получил из-за сходства выделений из него с гуммиарабиком) — мягкая опухоль, поздний сифилид, узел в тканях, образующийся в третичном периоде сифилиса, необратимо разрушающий ткани и разрешающийся с образованием грубых рубцов.
Образуется во всех органах и тканях больных третичным или врождённым сифилисом, с точки зрения патогистологии представляет сифилитическую гранулему с распадом.
Гуммы кожи и подкожной клетчатки, а также переднего края большеберцовой кости и черепа при вскрытии образуют глубокие язвы которые, заживая, исходят во втянутые звездчатые рубцы.

## Расположение в организме

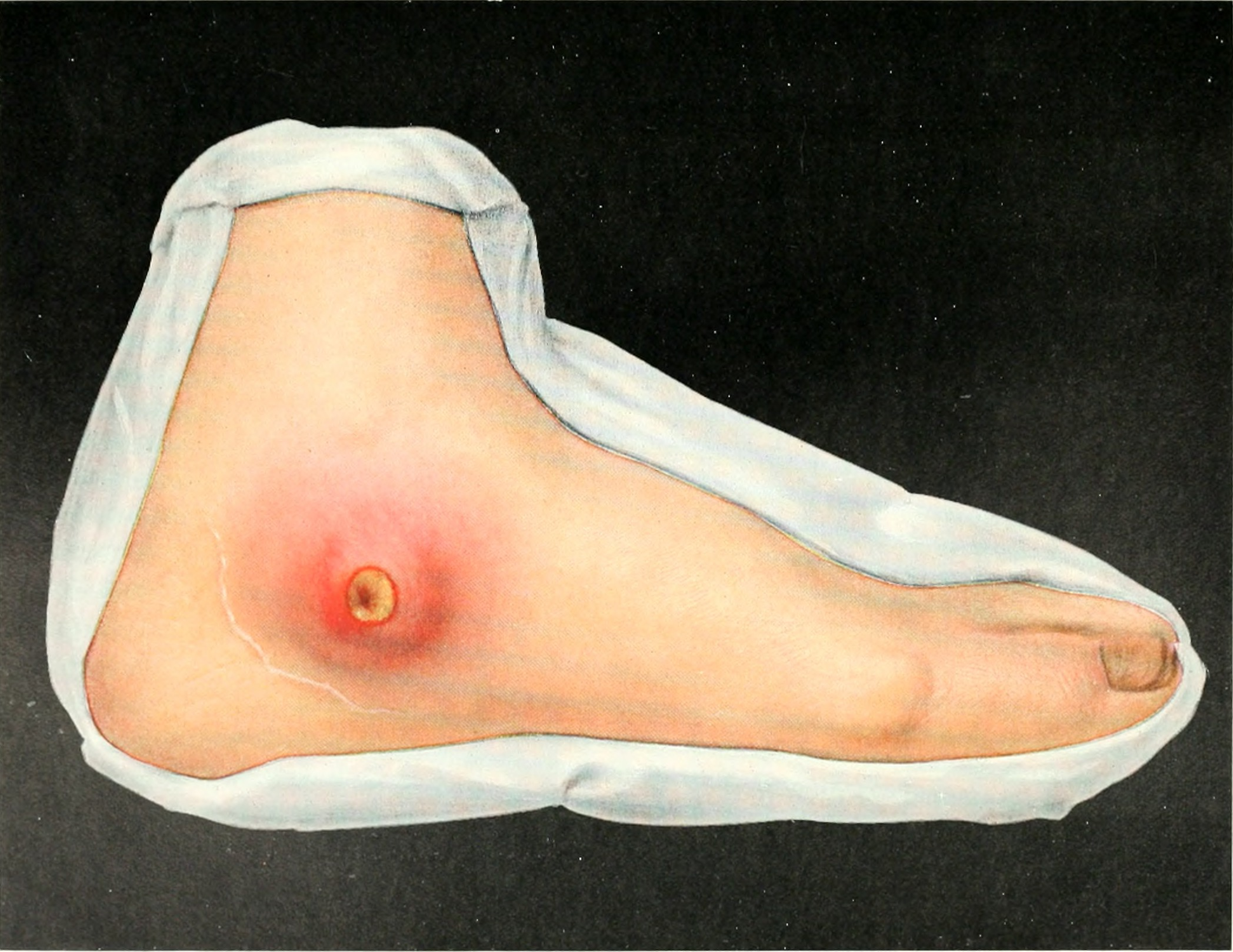
Гумма на левой ноге

Представляет собой каучукообразные, очерченные узелки воспалительной ткани, образовавшиеся из-за реакции гиперчувствительности замедленного типа при наличии Treponema pallidum в тканях. Чаще всего встречаются в печени, но также могут развиться в мозге, сердце, коже, костях, яичках и других тканях, что приводит к разнообразным патологическим проблемам, включая неврологические (спинная сухотка) и психические расстройства (прогрессивный паралич), дефекты сердечных клапанов и др.
Гуммы обычно асимметричны и часто сгруппированы. Они медленно прогрессируют, при пальпации погружаются в нижние слои. Тот атрофический рубец, который образуется, отделён от здоровой кожи гиперпигментированной лентой. Кожные гуммы могут напоминать другие хронические гранулёматозные язвенные поражения, как при туберкулёзе, саркоидозе, проказе и глубоких грибковых инфекциях. Точная гистологическая диагностика может в такой ситуации оказаться трудной. Тем не менее, сифилитические гуммы являются единственными такими поражениями, которые резко положительно реагируют на терапию пенициллином.

## Патоморфология
Поражение состоит из центрально расположенного коагуляционного некроза («гумозный стержень»), окруженного инфильтратом, который содержит лимфоциты, макрофаги, эпителиоидные и многоядерные гигантские клетки, фибробласты и плазматические клетки. Вокруг кровеносных сосудов также расположены лимфоциты и плазматические клетки. Инфильтрат капсулизируется за счёт пролиферации соединительной ткани. На этом этапе она может изъязвляться. Исцеление язвенных поражений происходит с образованием крупных рубцов, известных как «бумажные шрамы». Гуммы могут вызвать значительные повреждения ткани, выразительные косметические дефекты. Характерным является отпадение седловины носа с образованием незакрытого отверстия.

## Поражения других органов
Гумма может также образовываться в подкожной клетчатке, в висцеральных органах: гортани, паренхиме лёгких, желудочно-кишечном тракте и костях.
При расположении гуммы на кожных покровах появляется, не спаянный с кожей, подвижный, плотный, безболезненный инфильтрат. Затем он увеличивается, спаивается с окружающей подкожной клетчаткой и кожей, напоминая опухоль. Кожа над ней становится красной, тёмно-красной, а в центре — синюшной. Центральная часть утончается, при пальпации можно обнаружить флуктуацию в центре и сохраняется плотность по периферии. Язва округлых очертаний, глубокая, с плотными краями.
Гумма желудка может напоминать по клиническому течению карциному этого органа. Гуммы печени были когда-то самой распространенной формой висцерального сифилиса и часто проявлялись как сочетание гепатоспленомегалии (увеличение печени и селезёнки) и анемии, иногда при этом развивалась лихорадка и желтуха. Поражение костной системы происходит в длинных костях, черепе и ключицах. Характерным симптомом является ночная боль в костях. Рентгенологические проявления включают периостит, остеолиз или склеротический разрушительный остит. Гумма может вызвать безболезненный отёк яичек, который может имитировать опухоль.